# Casey's General Stores
Pour les articles homonymes, voir Casey.
Casey's General Stores, Inc. est une chaîne d'épiceries de quartier dont les activités sont concentrées dans le Midwest américain. Son siège social est situé à Ankeny, Iowa.

## Histoire

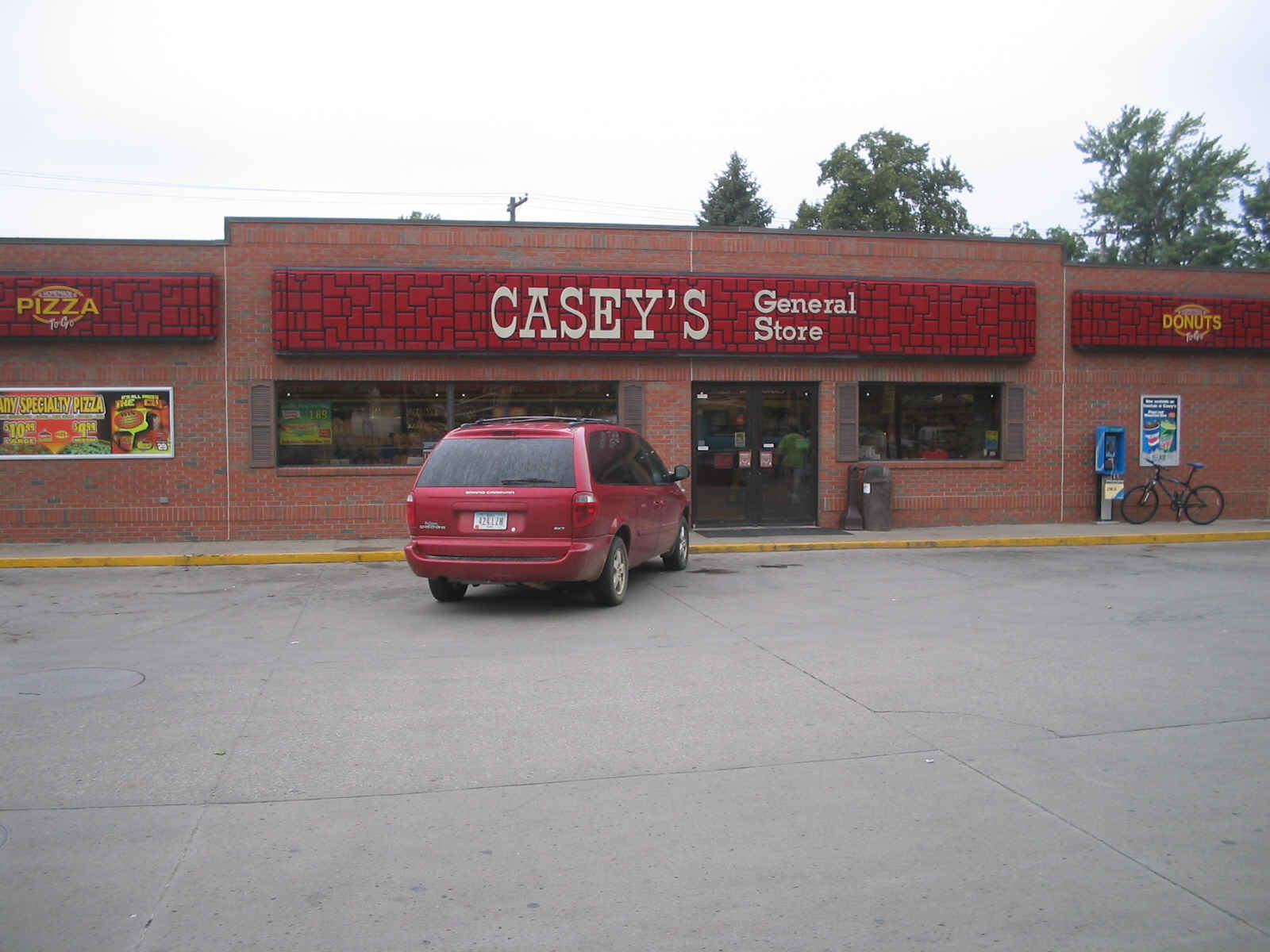
Devanture d'une épicerie Casey's.

En avril 2010, la société canadienne Alimentation Couche-Tard a lancé une OPA hostile d'environ 1,8 milliard USD envers cette société.

## Activité
Casey's General Stores et ses filiales exploitent des magasins de proximité qui vendent des produits alimentaires, des pizzas, des beignes et des sandwiches, des boissons, du tabac, des produits de santé et de beauté, des produits automobiles et d'autres articles non alimentaires.

## Actionnaires
Liste des principaux actionnaires au 16 novembre 2019 :
| T. Rowe Price Associates (Investment Management) | 12,0 % |
| The Vanguard Group                               | 10,1 % |
| Perkins Investment Management                    | 4,80 % |
| ClearBridge Investments                          | 3,90 % |
| Iridian Asset Management                         | 3,47 % |
| Henderson Global Investors                       | 3,39 % |
| BlackRock Fund Advisors                          | 3,30 % |
| Kalmar Investments                               | 2,73 % |
| SSgA Funds Management                            | 2,64 % |
| Copper River Management                          | 2,33 % |